# Vasilij Stepanov (sollevatore)
Vasilij Matveevič Stepanov (in russo Василий Матвеевич Степанов?; Leningrado, 28 maggio 1927 – Riga, 8 aprile 2011) è stato un sollevatore sovietico che ha gareggiato prevalentemente nelle categorie dei pesi massimi leggeri (fino a 82,5 kg.) e dei pesi medio-massimi (fino a 90 kg.).

## Biografia
Nato in Russia ma in seguito stabilitosi in Lettonia, dopo aver prestato servizio militare nella flotta baltica sovietica, Stepanov iniziò a sollevare pesi nel 1948.
Dopo essersi messo in mostra nel proprio Paese come uno dei migliori sollevatori della categoria dei pesi massimi leggeri, nel 1955 partecipò ai Campionati mondiali ed europei di Monaco di Baviera, riuscendo ad arrivare alla medaglia d'argento con 425 kg. nel totale su tre prove, dietro al fuoriclasse statunitense Tommy Kono, ottenendo pertanto anche la medaglia d'oro europea.
L'anno seguente vinse i Campionati nazionali sovietici e fu convocato alle Olimpiadi di Melbourne 1956, dove ottenne la medaglia d'argento con 427,5 kg. nel totale, nuovamente dietro a Tommy Kono.
Dopo quei Giochi Olimpici Stepanov passò alla categoria superiore dei pesi medio-massimi, senza ottenere più risultati di rilievo a livello internazionale, riuscendo però a realizzare quattro record del mondo nella prova di distensione lenta tra il 1958 ed il 1962.
Al termine della carriera di sollevatore divenne allenatore di sollevamento pesi in Lettonia.